# Condado de Craig (Oklahoma)
O Condado de Craig é um dos 77 condados do estado norte-americano do Oklahoma. A sede do condado é Vinita, que também é a maior cidade.
A área do condado é de 1975 km² (dos quais 04 km² são cobertos por água), uma população de 14 950 habitantes e uma densidade populacional de 8 hab/km².

## Condados adjacentes
- Condado de Labette, Kansas (norte)
- Condado de Cherokee, Kansas (nordeste)
- Condado de Ottawa (leste)
- Condado de Delaware (sudeste)
- Condado de Mayes (sul)
- Condado de Rogers (sudoeste)
- Condado de Nowata (oeste)

## Cidades e Vilas
- Big Cabin
- Bluejacket
- Ketchum
- Vinita
- Welch